# ألبرت روبنسون (سياسي)
ألبرت روبنسون (بالإنجليزية: Albert Robinson)‏ هو سياسي أمريكي، ولد في 19 ديسمبر 1938. حزبياً، نشط في الحزب الجمهوري.